# 中音號
中音號 (美式英文：alto horn、英式英文：tenor horn、德文：Althorn。常寫做 E♭ horn) 是一種E♭調的銅管樂器。與柔音號、細管上低音號為同一系列。使用與小號類似的吹嘴，但造型為圓錐狀，類似放大的法國號吹嘴，也可以使用轉接環裝上法國號吹嘴，方便法國號演奏者使用。
中音號常用於英制銅管樂團與行進樂隊，也會出現於部分管樂團編制中或其他小型重奏團。但現今除在英制銅管樂團以及行進樂隊外，常因為樂器稀少及難以尋得演奏者的緣故以法國號取代。

## 樂器描述
中音號屬於活塞銅管樂器中的一種，它使用深漏斗型或杯型的吹嘴。其圓錐型的管加上深的吹嘴，使得其音色圓潤且柔美。其音色特質與音域使其通常用於樂團中音域，負責支撐短號及柔音號的旋律，及擔任樂團高低音域的橋樑。
中音號有許多不同的外型：早期通常為圓型，類似左右相反的法國號，左手在號口中可調節音色，但右手的按鍵方向在使用上十分不方便，也無法支撐樂器重量。現代在美國及英國最流行的一種設計是類似於小型的低音號，喇叭口朝上，使其樂音不會往聽眾的方向直射。也有行進樂隊使用號口指向前方的造型，稱作行進圓號。

## 音域
中音號的音域為A2至E♭5，而較進階的演奏者的音域可以至少再高前者大三度。此外，中音號屬於全管樂器 (whole-bore brass instrument)，大多數的演奏者可以吹奏出基礎低音 (pedal tone)。

### 記譜
中音號以高音譜記譜，且為E♭調移調樂器。中音號記譜的中音C即為實音的低音E♭。樂器通常會附上一個較短的彎管，可以更換為F調，並直接看法國號的樂譜，畢竟大多數管樂曲只有法國號的樂譜。

## 外部連結
- A Tenor Horn/Alto Horn FAQ （页面存档备份，存于） （英文）
- Al's Tenor Horn page （页面存档备份，存于） （英文）